# Poecilogramma striatifemur
Poecilogramma striatifemur är en insektsart som beskrevs av Karsch 1887. Poecilogramma striatifemur ingår i släktet Poecilogramma och familjen vårtbitare. Inga underarter finns listade i Catalogue of Life.